# Gare de Nishi-Futami
La gare de Nishi-Futami (西二見駅, Nishi-Futami-eki) est une gare ferroviaire localisée dans la ville d'Akashi, dans la préfecture de Hyōgo au Japon. La gare est exploitée par la compagnie Sanyo Electric Railway, sur la ligne principale Sanyo Electric Railway. Le numéro de la gare est SY 26.

## Situation ferroviaire
Établie à 11 mètres d'altitude, la gare de Nishi-Futami est située au point kilométrique (PK) 28.6 de la ligne principale Sanyo Electric Railway.

## Histoire
C'est le 21 août 2004 que la gare est inaugurée.
En 2013, la fréquentation journalière de la gare était de  2 425 personnes.
| 2010  | 2011  | 2012  | 2013  |
| 2 290 | 2 301 | 2 310 | 2 425 |

## Service des voyageurs

### Accueil
La gare est une halte sans service et sans personnel.

### Desserte
La gare de Nishi-Futami est une gare disposant de deux quais et de deux voies.
| N° de voie | Ligne | Direction       |
| ---------- | ----- | --------------- |
| Côté nord  | Sanyō | Kōbe - Ōsaka    |
| Côté sud   | Sanyō | Himeji - Aboshi |

Installations et desserte
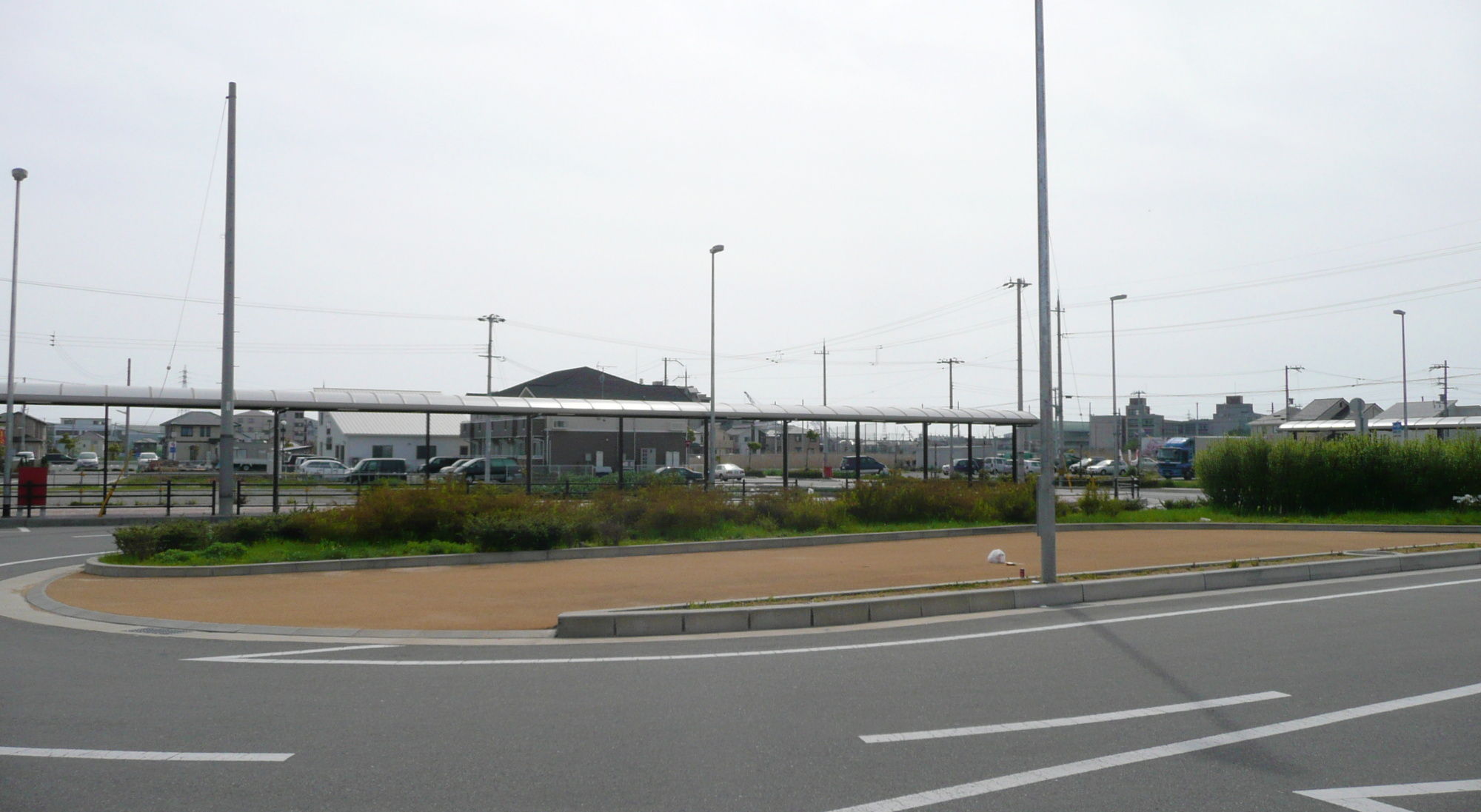
Place de la gare (côté sud).
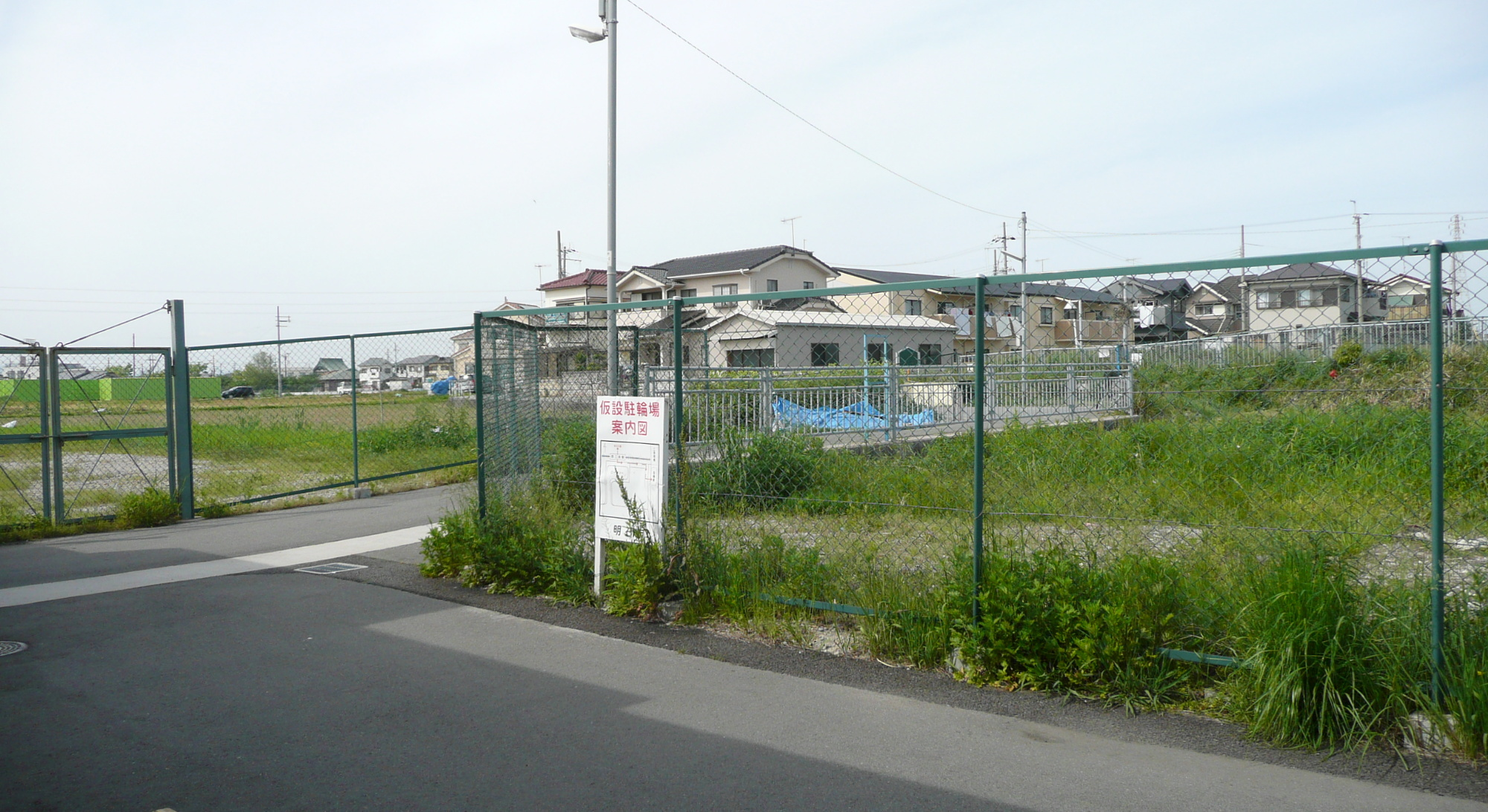
Place de la gare (côté nord).
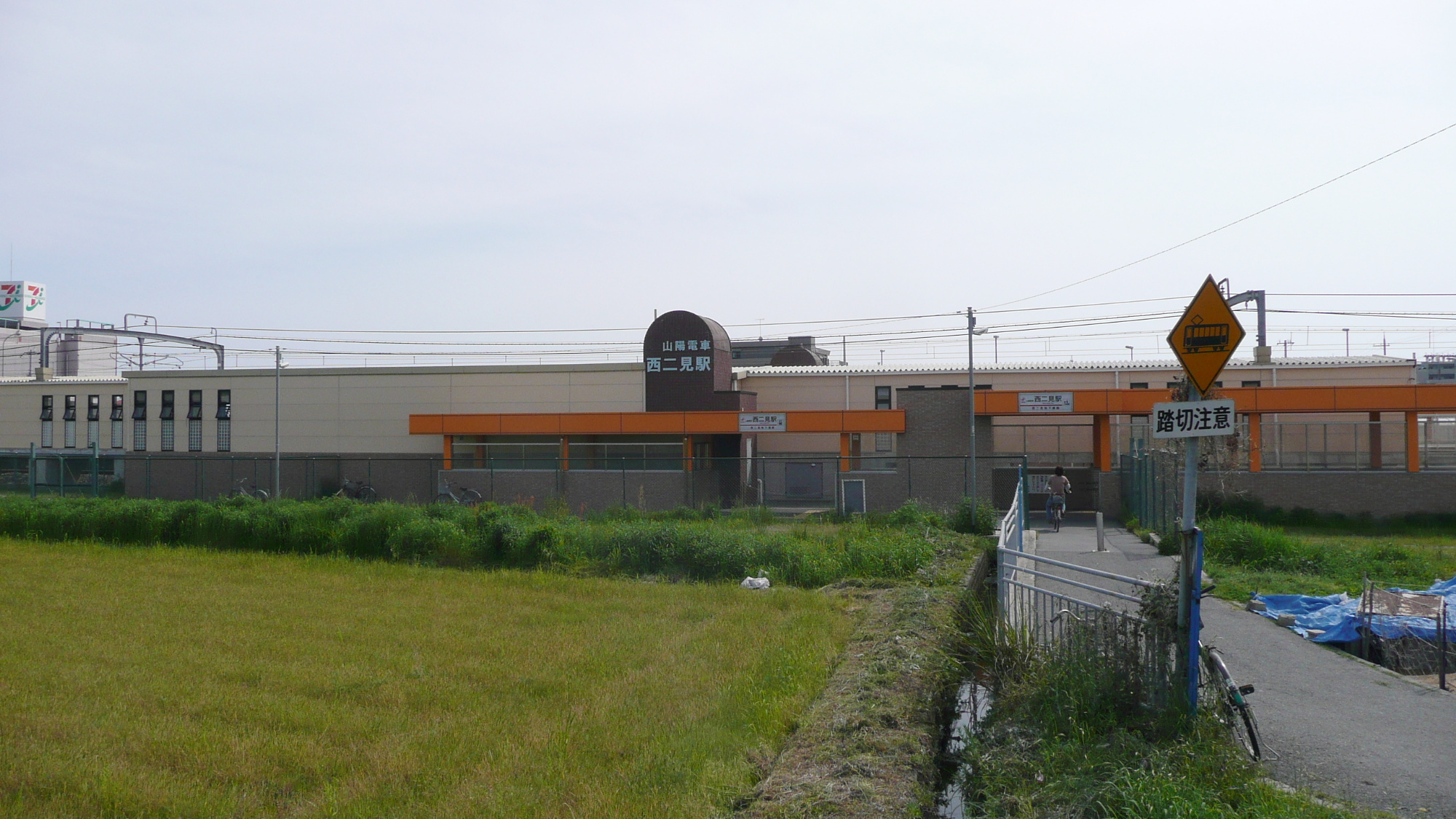
Entrée nord de la gare
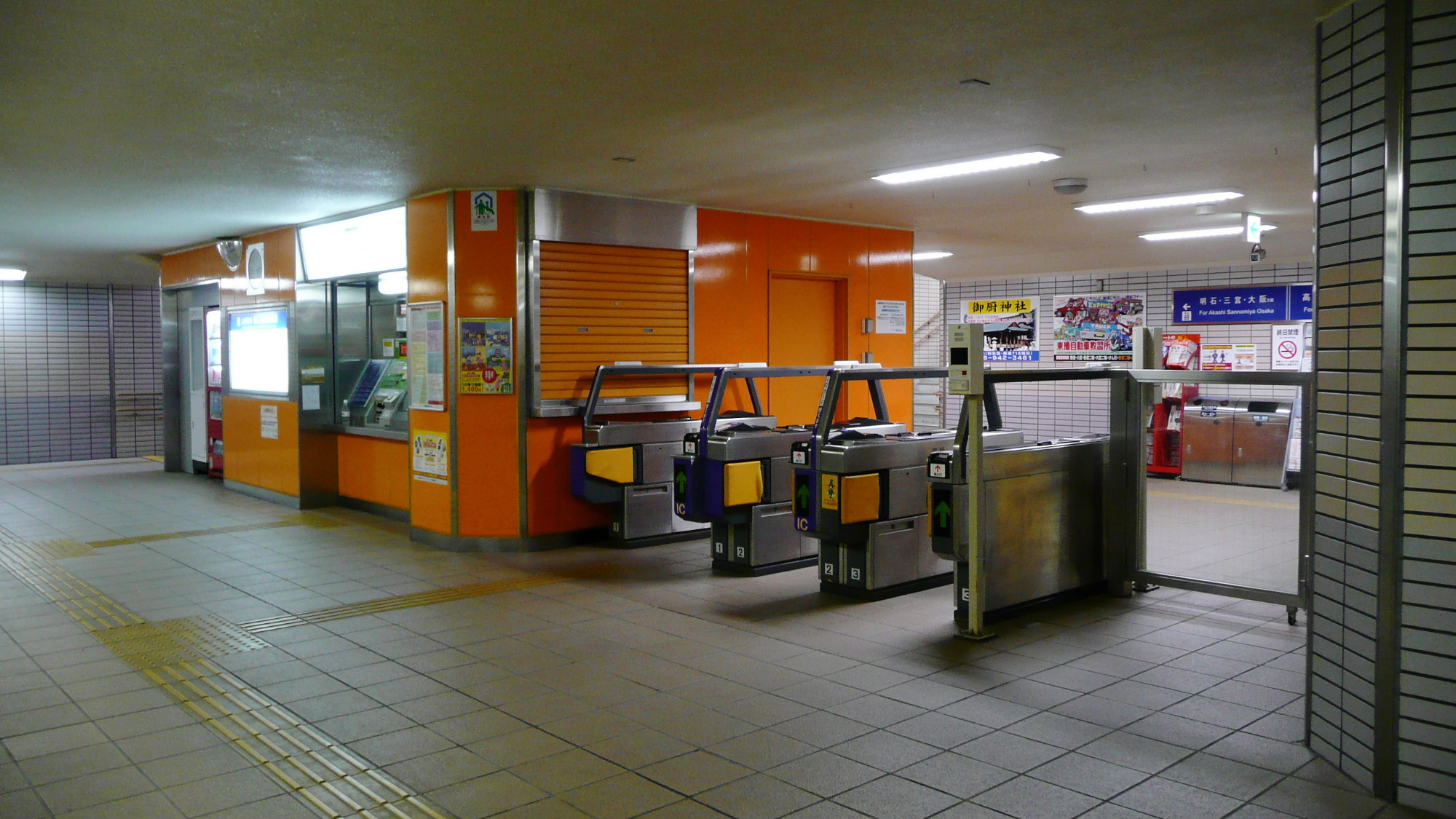
Portillons d'accès aux quais.

### Intermodalité

#### Bus
Des bus des compagnies Shinki Bus, Taco et Sanyō desservent la gare.